# تاج‌ماهی
تاج‌ماهی (نام علمی: Lophotidae) نام یک تیره از راسته دهان‌گردماهی‌سانان است.